# 阚文聪
阚文聪（KAN Wencong，1992年4月23日—），河北沧州沧县人，中国女子武術運動員。目前在兰州大学读工商管理本科。

## 簡歷
阚文聪生于普通农家，8岁时被父母送进武校接受正规训练；至2004年，12歲的她已在河北省武术锦标赛一举夺得女子剑枪全能亚军；2007年，她获得了亚洲青年武术锦标赛剑术冠军，一年後又夺得全国武术锦标赛剑术冠军。
2010年11月，阚文聪代表中國出戰廣州亞運會，參加武術比賽，奪得女子剑术枪术全能金牌。